# محمد خورشیدی
محمد بن خورشید جنگروی پدربزرگ و جد پدری شجاع الدین خورشید مؤسس سلسله اتابکان لر کوچک است. دایرةالمعارف بزرگ اسلامی دربارهٔ محمد و برادرش کرامی می‌نویسد: «در سال ۵۵۰ قمری که حسام الدین شوهلی ترک از سوی سلجوقیان بر لرستان و بخشی از خوزستان فرمان می‌راند، محمد و کرامی، پسران خورشید از قوم جنگروی، به خدمت او درآمدند. به واسطه اینان شجاع‌الدین خورشید بن ابی‌بکر بن محمد بن خورشید نوادهٔ محمد نیز به حسام‌الدین پیوست و بعد از مدتی از سوی او به شحنگی برخی از ولایات لر کوچک منصوب شد.»

## محمد بن خورشید در تاریخ گزیده
حمدالله مستوفی نویسنده و پژوهشگر خوش‌نام قرن هشتم هجری در کتاب معتبر تاریخ گزیده دربارهٔ پسران خورشید چنین نوشته‌است: «... از جنگروی محمد و کرامی پسران خورشید بخدمت شویله رفتند و مرتب یافتند و ایشان را فرزندان معتبر خواستند از جمله شجاع الدین خورشید بن ابوبکر بن محمد…».

## روابط محمد خورشیدی با ترکان شوهله
محمد خورشیدی به سبب نزدیکی به دربار شوهله توانست بر بخش‌هایی از ولایت لر کوچک تسلط یابد. این امر موجب شد که نوه‌اش شجاع‌الدین خورشید سلسله اتابکان لر کوچک را پایه گذاری کند.